# 依然范特西
《依然范特西》是台灣男歌手周杰倫的第7張專輯，由阿爾發音樂和新力博德曼于2006年9月5日發行。专辑原定于同年9月8日发行，惟母带被洩漏而提前3日至9月5日发行。發行後即創下當年度華語流行音樂暢銷冠軍之佳績。

## 专辑名称
专辑《依然范特西》的取名灵感来自于周杰伦於2001年发行第2张专辑《范特西》，范特西来自于英文Fantasy的音译，意即想像、幻想。而《依然范特西》专辑预购宣传广告语为：“想像依然無限大，感覺依然說不完，音樂依然范特西 。”

## 发行和宣传
2006年8月23日，開始《依然范特西》预购，在唱片行预购专辑赠送“周杰伦橫行時空海报”，在7-11便利商店预购专辑赠送“周杰伦战胜幻象拼图”，加價66元贈“手機鍊”。
之后因為《依然范特西》在中国大陆工厂制造中被人盗取，并且将其转卖予非法网站，导致专辑未发行，所有歌曲已经被泄露，唱片公司阿爾發音樂不得不提前3日结束原定于9月7日结束的专辑预购期，并且将专辑的发行日提前3日。

## 音乐影片
专辑中全部的10首歌曲拍摄了音乐影片，都由周杰伦自己导演，《依然范特西》的DVD中只收录了《千里之外》和《夜的第七章》的电影（加长）版音乐影片。其余8首歌曲的音乐影片则收录在之后发行的《黃金甲EP》中，其中《千里之外》和《夜的第七章》是普通版，时间长度与《依然范特西》DVD中的不同。

### 《千里之外》
作为这首歌的合唱者，台湾著名歌手“小哥”费玉清参与了首波主打歌《千里之外》音乐影片的拍摄，女主角夏如芝在影片中饰演一个剧院的歌手，周杰伦饰演的“小跑堂”与女主角相爱，但之后女主角离开了这个剧院。三年后女主角回到剧院，发现“小跑堂”还绑着三年前送他的手巾，但“小跑堂”却不敢面对她。

### 《夜的第七章》
第二波主打歌《夜的第七章》的音乐影片在英国伦敦拍摄，歌词讲述的是福尔摩斯的故事，但影片讲述的是一个普通的侦探故事，周杰伦饰演的侦探与南拳妈妈成员宇豪饰演的助手去调查“蓝色妖姬”命案，南拳妈妈的另一位成员弹头饰演凶杀案的嫌。

### 《退后》
歌曲《退后》的音乐影片因邀请女子组合S.H.E的成员田馥甄Hebe担任女主角而被受到关注，Hebe的唱片公司华研唱片称之前周杰伦的唱片公司阿尔发音乐邀请Hebe时，华研唱片只知道是有导演要找Hebe拍摄音乐影片并担任女主角，但直到2006年9月3日Hebe到了台湾基隆市拍摄现场才知道导演是周杰伦。此前Hebe去到英国游学，而周杰伦也在英国拍摄音乐影片，Hebe的生日时周杰伦为她庆生，因此而被媒体传出绯闻认为两人是恋人关系。
在影片中周杰伦饰演一个小流氓，Hebe饰演一个卖果汁的“果汁妹”，故事讲述一个小流氓经常在果汁摊买果汁，因此与“果汁妹”相识，但之后果汁摊被另一帮流氓给砸了，小流氓为了给“果汁妹”报仇去找另一帮流氓打架而进了警局，“果汁妹”则毅然将果汁摊转让不卖果汁了。最后小流氓成为了果汁摊老板，某天一个小孩来买果汁，小流氓发现这孩子是“果汁妹”的，影片的旁白说到：“我已经变了，但也来不及了。”

## 反响
专辑歌曲《千里之外》在2006年HitFM联播网年度百首单曲中名列亚军，《聽媽媽的話》名列第8位，《白色風車》名列第53位。歌曲《菊花台》则凭借作为张艺谋导演电影《满城尽带黄金甲》的主题曲而获得2007年第二十六屆香港電影金像獎颁发的“最佳原創電影歌曲”奖。
专辑发行后在首周（2006年第35周，9月1日－7日）的G-Music 玫瑰大众唱片华语榜和综合榜首次获得冠军，销售份额占这一周华语类销量的45.98%，占综合类的25.93%。共连续3周（第35周－第37周，2006年9月1日－28日）夺得华语榜和综合榜冠军，并持续保持华语榜前20名内共24周，综合榜共18周。
被國際唱片業協會香港会认证为2006年度十大銷量國語唱片之一和2006年度最高銷量國語唱片。并获得香港新城电台主办的新城国语力颁奖礼颁发的“新城国语力亚洲专辑大奖”。

## 曲目
| CD       | CD                                 | CD       | CD             | CD    |
| 曲序     | 曲目                               |          | 编曲           | 时长  |
| -------- | ---------------------------------- | -------- | -------------- | ----- |
| 1.       | 夜的第七章（女声：潘儿（Room19）） | 黃俊郎   | 钟兴民         | 3:48  |
| 2.       | 聽媽媽的話                         | 周杰伦   | 林迈可、洪敬堯 | 4:25  |
| 3.       | 千里之外（合唱：费玉清）           | 方文山   | 林迈可         | 4:16  |
| 4.       | 本草綱目                           | 方文山   | 林迈可         | 3:29  |
| 5.       | 退後                               | 宋健彰   | 林迈可         | 4:21  |
| 6.       | 紅模仿                             | 周杰伦   | 林迈可         | 3:05  |
| 7.       | 心雨                               | 方文山   | 林迈可         | 4:29  |
| 8.       | 白色風車                           | 周杰伦   | 蔡科俊         | 4:32  |
| 9.       | 迷迭香                             | 方文山   | 钟兴民         | 4:11  |
| 10.      | 菊花台                             | 方文山   | 钟兴民         | 4:53  |
| 11.      | 霍元甲（日本版追加收錄）           | 方文山   | 洪敬堯         | 4:37  |
| 总时长： | 总时长：                           | 总时长： | 总时长：       | 46:12 |

| DVD  | DVD                          |
| 曲序 | 曲目                         |
| ---- | ---------------------------- |
| 1.   | 《千里之外》电影版音乐影片   |
| 2.   | 《夜的第七章》电影版音乐影片 |
| 3.   | 「JAY偵探秘案」幕後花絮      |

## 制作团队
| 录音工程 - 杨瑞代（#1~#3、#5~#10） - 林迈可（#1、#4~#6） - 柯宗佑（#8） 弦乐录音师 - 北京：李岳松（#1、#7~#10） - 台北：魏百谦（#1、#7~#10） 混音工程 - 杨大纬（#1、#8~#10） - 林迈可（#2~#7） Programmer - 魏百谦（#1、#7~#10） - 林迈可（#2~#7） | 录音室 - ALFA STUDIO（#1~#3、#5~#10） - VIP STUDIO（#1、#4~#7） - 杨大纬录音室（#8） 弦乐录音室 - 北京：计划生育录音室（#1、#7~#10） - 台北：Room19录音室（#1、#7~#10） 混音室 - VIP STUDIO（#2~#7） - 杨大纬录音工作室（#1、#8~#10） |

| 乐器演奏 吉他 - 林迈可（#5） - 蔡科俊Again（#8、#9、#10） Nylon吉他 - 林迈可（#6） 鼓 - 陈柏州（#8） | 和声编写 - 周杰伦（#1、#2、#5、#7~#9） 和声 - 周杰伦（#1、#2、#5、#7~#9） 弦乐编写 - 钟兴民（#1、#7~#10） 弦乐演奏 - 中国爱乐（#1、#7~#10） |

监制
- 杨峻荣

制作人
- 周杰伦

母带后期处理监制
- 林迈可

母带后期处理工程师
- 杨大纬

母带后期处理录音室
- 超因素

## 奖项与提名
| 奖项             | 提名               | 结果 |
| ---------------- | ------------------ | ---- |
| 最佳年度歌曲獎   | 《千里之外》       | 提名 |
| 最佳作詞人獎     | 方文山／《菊花台》 | 提名 |
| 最佳音樂錄影帶獎 | 周杰伦／《红模仿》 | 提名 |